# Pasquatchai River
Pasquatchai River är ett vattendrag i Kanada.   Det ligger i provinsen Ontario, dock ligger de sista 200 m innan mynningen i Echoing River i provinsen Manitoba. Den ligger i den östra delen av landet, 1 600 km nordväst om huvudstaden Ottawa. 
Trakten runt Pasquatchai River består huvudsakligen av våtmarker. Trakten runt Pasquatchai River är nära nog obefolkad, med mindre än två invånare per kvadratkilometer.